# Gilbert Adler
Gilbert Adler (New York, 14 febbraio 1946) è un produttore cinematografico, sceneggiatore e regista statunitense.

## Filmografia

### Produttore
- Vizietti familiari (Home Movies), regia di Brian De Palma (1980)
- Ore 13: dopo il massacro la caccia (Certain Fury), regia di Stephen Gyllenhaal (1985)
- Basic Training, regia di Andrew Sugerman (1985)
- I viaggiatori delle tenebre (The hitchhiker) - serie TV, 13 episodi (1987)
- Freddy's Nightmares - serie TV, 44 episodi (1988-1990)
- Hollywood Dog, regia di William Dear (1990)
- I racconti della cripta (Tales from the Crypt) - serie TV, 69 episodi (1991-1996)
- Il cavaliere del male (Tales from the Crypt: Demon Knight), regia di Ernest R. Dickerson (1995)
- W.E.I.R.D. World, regia di William Malone (1995)
- Il piacere del sangue (Bordello of Blood), regia di Gilbert Adler (1996)
- Perversions of Science - serie TV, 10 episodi (1997)
- Doppio tiro (Double Tap), regia di Greg Yaitanes (1997)
- The Strip - serie TV (1999)
- Il mistero della casa sulla collina (House on Haunted Hill), regia di William Malone (1999)
- I 13 spettri (Thir13en Ghosts), regia di Steve Beck (2001)
- Nave fantasma (Ghost Ship), regia di Steve Beck (2002)
- Starsky & Hutch, regia di Todd Phillips (2004)
- Constantine, regia di Francis Lawrence (2005)
- Superman Returns, regia di Bryan Singer (2006)
- Operazione Valchiria (Valkyrie), regia di Bryan Singer (2008)
- Dylan Dog - Il film (Dylan Dog: Dead of Night), regia di Kevin Munroe (2010)
- Intelligence - serie TV, episodi 1x1-1x2 (2014)

### Sceneggiatore
- Freddy's Nightmares - serie TV, 4 episodi (1988-1990)
- I racconti della cripta (Tales from the Crypt) - serie TV, 11 episodi (1991-1996)
- Haunted Lives: True Ghost Stories - miniserie TV, episodio 1x1, segmento The Legend of Kate Morgan (1991)
- Grano rosso sangue II - Sacrificio finale (Children of the Corn II: The Final Sacrifice), regia di David Price (1992)
- W.E.I.R.D. World, regia di William Malone (1995)
- Il piacere del sangue (Bordello of Blood), regia di Gilbert Adler (1996)
- Perversions of Science - serie TV, episodio 1x9 (1997)

### Regista
- Freddy's Nightmares - serie TV, episodio 2x18 (1990)
- I racconti della cripta (Tales from the Crypt) - serie TV, episodi 4x6-5x1 (1992-1993)
- I racconti della cripta - Il piacere del sangue (Bordello of Blood) (1996)
- Perversions of Science - serie TV, episodio 1x2 (1997)
- Fantasilandia (Fantasy Island) - serie TV, episodio 1x6 (1998)
- Streghe (Charmed) - serie televisiva, episodio 1x7 (1998)